# Гривіца (комуна, Яломіца)
Гривіца (рум. Grivița) — комуна у повіті Яломіца в Румунії. До складу комуни входять такі села (дані про населення за 2002 рік):
- Гривіца (2634 особи)
- Смірна (1162 особи)

Комуна розташована на відстані 100 км на схід від Бухареста, 19 км на північ від Слобозії, 123 км на північний захід від Констанци, 96 км на південний захід від Галаца.

## Населення
За даними перепису населення 2002 року у комуні проживали 7107 осіб.
Національний склад населення комуни:
| Національність   | Кількість осіб | Відсоток |
| ---------------- | -------------- | -------- |
| румуни           | 7091           | 99,8%    |
| цигани           | 9              | 0,1%     |
| угорці           | 2              | < 0,1%   |
| італійці         | 2              | < 0,1%   |
| німці            | 1              | < 0,1%   |
| росіяни-липовани | 1              | < 0,1%   |
| турки            | 1              | < 0,1%   |

Рідною мовою назвали:
| Мова       | Кількість осіб | Відсоток |
| ---------- | -------------- | -------- |
| румунська  | 7102           | 99,9%    |
| італійська | 2              | < 0,1%   |
| угорська   | 1              | < 0,1%   |
| німецька   | 1              | < 0,1%   |
| турецька   | 1              | < 0,1%   |

Склад населення комуни за віросповіданням:
| Релігія       | Кількість осіб | Відсоток |
| ------------- | -------------- | -------- |
| православні   | 7086           | 99,7%    |
| п'ятдесятники | 5              | 0,1%     |
| мусульмани    | 4              | 0,1%     |
| римо-католики | 3              | < 0,1%   |
| реформати     | 3              | < 0,1%   |
| адвентисти    | 1              | < 0,1%   |

## Зовнішні посилання
- Дані про комуну Гривіца на сайті Ghidul Primăriilor [Архівовано 25 січня 2011 у Wayback Machine.]